# Ilema costalis
Ilema costalis är en fjärilsart som beskrevs av Walker 1855. Ilema costalis ingår i släktet Ilema och familjen tofsspinnare. Inga underarter finns listade i Catalogue of Life.